# Émile Ollivier
Émile Ollivier (ur. 2 lipca 1825 w Marsylii, zm. 20 sierpnia 1913) – francuski polityk i historyk, adwokat, 1857 deputowany, zwolennik polityki Napoleona III. W roku 1870 utworzył rząd liberalny, ustąpił po pierwszych klęskach wojennych. Autor wielkiego dzieła, będącego częściowo apologią Drugiego Cesarstwa: „L'empire libéral; études, récits, souvenirs“.